# Burimka, Icinea
Burimka (în ucraineană Бурімка) este localitatea de reședință a comunei Burimka din raionul Icinea, regiunea Cernihiv, Ucraina. În secolul al XIX-lea, Burimka făcea parte din volostul Burimka, uezdul Borzna.

## Demografie
Componența lingvistică a localității Burimka
     Ucraineană (96,89%)
     Rusă (2,99%)
     Alte limbi (0,12%)
Conform recensământului din 2001, majoritatea populației localității Burimka era vorbitoare de ucraineană (96,89%), existând în minoritate și vorbitori de rusă (2,99%).